# Sisowath Kossamak
Preah Mahaksatriyani Sisowath Monivong Kossamak Nearirath Serey Vathana (en jemer: ព្រះមហាក្សត្រិយានី ស៊ីសុវត្ថិមុនីវង្ស កុសុមៈនារីរ័ត្នសេរីវឌ្ឍនា; Nom Pen, 9 de abril de 1904-Pekín, 27 de abril de 1975) conocida simplemente como Sisowath Kossamak fue Reina extraoficial de Camboya desde el fallecimiento de su marido Norodom Suramarit el 27 de junio de 1960 hasta el golpe de Estado de Lon Nol de marzo de 1970, siendo posteriormente depuesta al abolirse la monarquía el 9 de octubre de ese mismo año. Posteriormente fue jefa de la Familia Real Camboyana en el exilio hasta su muerte en Pekín en 1975. Su hijo, Sihanouk, volvería a ser Rey tras la restauración de la monarquía en 1993.
Aunque no ostentó realmente los poderes constitucionales propios de la jefatura de estado, que fue ocupada por su hijo, Norodom Sihanouk, Kossamak fue reconocida como Reina de Camboya ya que era la representante de la monarquía y mantenía sus funciones ceremoniales después de la muerte de su marido.

## Biografía

### Matrimonio y Reina consorte
Sisowath Kosamak se casó con el primo de su padre Norodom Suramarit en 1920. Tras la muerte de su padre Sisowath Monivong en 1941, Norodom Sihanouk, su hijo y nieto de Monivong, fue seleccionado como el nuevo rey. En 1955, Sihanouk abdicó en favor de su padre. La reina Kossamak gozaba de gran respeto y popularidad: a pesar de que no era monarca ni políticamente influyente, se decía que ejercía una gran autoridad moral sobre los jemeres, fue descrita como generosa a los pobres y dedicada al bienestar de la nación. Al igual que su nuera, fue en diversas ocasiones acusada de promover protegidos a cargos civiles.

### Reinado: 1960-1970
Tras la muerte de su esposo, Suramarit, en 1960, Sihanouk, quien había abdicado como Rey para poder dedicarse a la política, asumió el cargo de Regente. Si bien hubo sugerencias de modificar la Constitución para que Kossamak pudiera asumir como Reina de pleno derecho, el Consejo Real se opuso rotundamente a que una mujer asumiera la jefatura de estado. Sihanouk, quien era partidario de que su madre tomara el trono, dijo posteriormente que de todas formas su madre se hubiera enfrentado a una fuerte presión conservadora, y que no era extraño que no la aceptaran en el trono, aunque declaró que "solo Dios conoce sus verdaderas razones".
Al no querer asumir Sihanouk como Rey, entregó a su madre el cargo de Reina titular y representante de la monarquía camboyana hasta que un nuevo Rey fuera electo. En 1965, el gobierno camboyano entró en conflicto con los Estados Unidos luego de que un periódico estadounidense acusara a Kossamak de dirigir burdeles secretos. Se realizaron ataques contra la embajada norteamericana en Nom Pen, y se considera que este fue un aliciente por el cual Sihanouk cortó, posteriormente ese mismo año, las relaciones diplomáticas con los Estados Unidos.

### Actividad posterior a su deposición
Después del golpe de 1970, que derrocó a la monarquía y estableció la República Jemer, Kossamak fue obligada a abandonar el palacio real por el nuevo gobierno y se mantuvo en arresto domiciliario en una villa suburbana. Se le permitió unirse a su hijo en el exilio en Pekín, China, por razones de salud en 1973. Murió en Pekín , China, el 27 de abril de 1975, poco antes de que su hijo y su nuera regresaran a Camboya bajo el gobierno de Angkar, la nueva organización marxista-leninista después de que llegara al poder el 17 de abril y comenzara el Año Cero, tras la caída de Phnom Penh por los Jemeres Rojos. 

## Premios y honores extranjeros
- : Receptora Honoraria de la Suprema Orden de la Corona Nacional (1964)[5]